# Oedipus Aegyptiacus

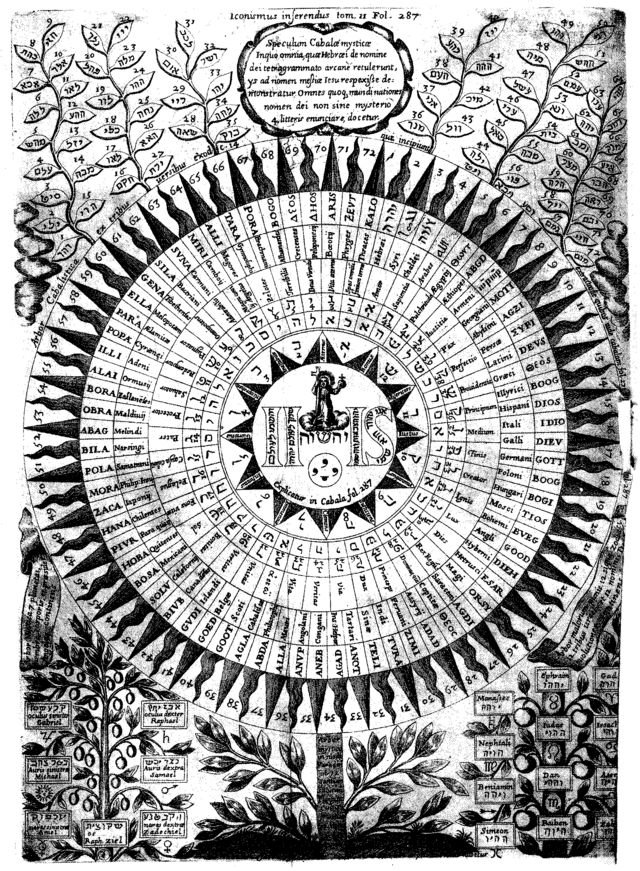
Diagramm über die Bezeichnungen Gottes in Oedipus Aegyptiacus

Oedipus Aegyptiacus ist das bedeutendste Werk des Universalgelehrten Athanasius Kirchers über Ägyptologie.
Das drei Bände umfassende Buch, voller kunstvoller Illustrationen und Diagramme, wurde in den Jahren 1652 bis 1654 in Rom publiziert. Kircher behauptete, dass seine Quellen für Oedipus Aegyptiacus die chaldäische Astrologie, die hebräische Kabbalah, die griechische Mythologie, die pythagoräische Mathematik, die arabische Alchemie und die lateinische Philologie seien. Wie bereits Giovanni Pico della Mirandola und Marsilio Ficino vor ihm, suchte auch Kircher das Wissen vorchristlicher Kulturen der katholischen Welt zu begründen.
Das 3. Buch von Oedipus Aegyptiacus handelt ausschließlich von Kirchers Versuchen, die ägyptischen Hieroglyphen zu übersetzen. Die primäre Quelle für Kirchers Studium war die Mensa Isiaca, auch Tafel des Bembo genannt nach ihrer Erwerbung durch Kardinal Pietro Bembo kurz nach der Plünderung Roms im Jahre 1527. Die Tafel des Bembo besteht aus Bronze und Niello, misst 126 × 75 cm und zeigt verschiedene ägyptische Gottheiten. Im Zentrum der Tafel sitzt Isis, welcher „die polymorphe alles-beinhaltende Universale Idee“ innewohnt.
Kirchers Oedipus Aegyptiacus ist ein klassisches Beispiel für synkretische und eklektische Gelehrsamkeit in der späten Renaissance. Es ist repräsentativ für die barocke Extravaganz in den Vorstellungen der von der Hermetik beeinflussten Gelehrten vor der modernen Ära der Wissenschaft. Seine Interpretationen hieroglyphischer Texte sind tendenziell wortreich und unheilvoll.
Kircher war im 17. Jahrhundert respektiert für seine Studien über ägyptische Hieroglyphen; sein exakter Zeitgenosse Sir Thomas Browne (1605–1682) zollte ihm Anerkennung als Ägyptologe und für seine Studien der Hieroglyphen:

“But no man is likely to profound the Ocean of that Doctrine, beyond that eminent example of industrious Learning, Kircherus.”

„Aber kein Mann ist wohl so über die Maßen fundiert im Ozean dieser Doktrin, als das rühmliche Beispiel befleißigten Lernens, Kircher.“

Tatsächlich blieb Kircher jedoch die Entschlüsselung der wahren Bedeutung der ägyptischen Hieroglyphen versagt, erst dem Franzosen Jean-François Champollion gelang schließlich die Enträtselung durch das Studium des Stein von Rosette in den Jahren 1822 bis 1824.